# مفعول به
المَفْعُولُ بِهِ هو الاسم الذي يدل على من وقع عليه فعل الفاعل. يكون دائما في الجملة الفعلية ويكون منصوبا دائما، وعامل النصب فيه هو: الفعل المتعدي، وعلامة نصبه الفتحة الظاهرة، أو المقدرة، أو الياء إن كان مثنى أو جمع مذكر سالم، أو الكسرة (نيابة عن الفتحة) إن كان جمع مؤنث سالم، أو الألف إن كان من الأسماء الخمسة. وقد يكون المفعول به اسما ظاهرا، أو ضميرا، أو جملة.
- فقد ينصب بالفتحة كما في الاسم المفرد وجمع التكسير
مثل:
- أكلَ أحمدُ التفاحةَ
  - أكلَ: فعل ماض مبني على الفتحة الظاهرة على آخره.
  - أحمدُ: فاعل مرفوع وعلامة رفعه الضمة الظاهرة على آخره.
  - التفاحةَ: مفعول به منصوب وعلامة نصبه الفتحة الظاهرة على آخره.
- يدرسُ محمدٌ الكتبَ
  - يدرسُ: فعل مضارع مرفوع وعلامة رفعه الضمة الظاهرة على آخره.
  - محمدٌ: فاعل مرفوع وعلامة رفعه الضمة الظاهرة على آخره.
  - الكتبَ: مفعول به منصوب وعلامة نصبه الفتحة الظاهرة على آخره.

- وقد ينصب بالياء إذا كان مثنى أو جمع مذكر سالم:
مثل:
- عاقبَ المدير الطالبَين.
  - عاقبَ: فعل ماض مبني على الفتحة الظاهرة على آخره.
  - المدير: فاعل مرفوع وعلامة رفعه الضمة الظاهرة على آخره.
  - الطالبين: مفعول به منصوب وعلامة نصبه الياء لأنه مثنى.
- كرمَ المديرُ المدرسِين.
  - كرمَ: فعل ماض مبني على الفتحة الظاهرة على آخره.
  - المديرُ: فاعل مرفوع وعلامة رفعه الضمة الظاهرة على آخره.
  - المدرسِين: مفعول به منصوب وعلامه نصبه الياء لأنه جمع مذكر سالم.

- وقد ينصب بالكسرة(نيابةً عن الفتحة):
مثل:
ركبَ الطلابُ الحافلاتِ
ركبَ: فعل ماض مبني على الفتحة الظاهرة على اخره.
الطلابُ: فاعل مرفوع وعلامة رفعه الضمة الظاهرة على اخره.
الحافلاتِ:مفعول به منصوب وعلامة نصبة الكسرة نيابةً عن الفتح لأنه جمع مؤنث سالم.
- وقد ينصب بالألف إذا كان من الأسماء الخمسة:
مثل:
- رأيت أباكَ.

رأيتُ: فعل ماض مبني على الفتحة المقدرة على الياء للثقل والتاء تاء الفاعل في محل رفع فاعل
أباكَ: مفعول به منصوب وعلامة نصبه الألف لأنه من الأسماء الخمسة والكاف ضمير متصل في محل جر بالإضافة.
ويمكن أن يكون إسما ظاهرا أو ضميرا أو جملة.
الأصل أن يعمل الفعل في المفعول به النصب، غير أن هناك من يعمل عمل الفعل وهو اسم الفاعل، نحو: جاء الشاكر نعمتك، وأقبل جندي حامل سلاحه.

## مفعول به أول ومفعول به ثاني
في النحو العربي المفعول به الأول أو م. به 1 هو المفعول به الذي يقع عليه فعل الفاعل بطريقة غير مباشِرة، اما المفعول به الثاني أو م. به 2 بطريقة مباشِرة، فالمفعول به الثاني يتلقّى أو يستوعب أو ينتمي الى المفعول به الثاني. مثلا:
- أعطَيتُ الأُمَّ الوردَ. ←نلاحظ أنّ وظيفة "الأمَّ" مفعولٌ به أولٌ ووظيفة "الوردَ" مفعولٌ به ثانٍ ذلك أنّ الأمَّ هي من تلقّت الوردَ.
- ملأتُ الكأسَ زيتاً. ←بنفس الطريقة، نلاحظ أنّ وظيفة "الكأسَ" مفعولٌ به أولٌ ووظيفة "زيتاً" مفعولٌ به ثانٍ ذلك أنّ الكأسَ هو ما ٱستوعب الزيتَ.
- أجلستُ التلميذَ الكُرسيَّ. ← نلاحظ أنّ وظيفة "التلميذَ" مفعولٌ به أولٌ ووظيفة "الكُرسيَّ" مفعولٌ به ثانٍ ذلك أنّ التلميذَ (في تلك اللحظة) ينتمي إلى الكُرسيِّ.